# Monobryozoon bulbosum
Monobryozoon bulbosum är en mossdjursart som beskrevs av Ott 1972. Monobryozoon bulbosum ingår i släktet Monobryozoon och familjen Monobryozoontidae. Inga underarter finns listade i Catalogue of Life.